# Jeziorka Chośnickie
Jeziorka Chośnickie este o arie protejată (sit de importanță comunitară — SCI) din Polonia întinsă pe o suprafață de 307,78 ha, integral pe uscat.

## Localizare
Centrul sitului Jeziorka Chośnickie este situat la coordonatele 54°15′26″N 17°41′49″E / 54.2573°N 17.6969°E.

## Înființare
Situl Jeziorka Chośnickie a fost declarat sit de importanță comunitară în aprilie 2004 pentru a proteja 1 specie de plante.

## Biodiversitate
Situată în ecoregiunea continentală, aria protejată conține 6 habitate naturale: Ape oligotrofe din câmpii nisipoase, cu un conținut foarte redus de minerale (Littorelletalia uniflorae), Lacuri și iazuri distrofice naturale, Mlaștini oligotrofe degradate, capabile încă de regenerare naturală, Mlaștini turboase de tranziție și turbării mișcătoare, Păduri acidofile de stejar bătrân cu Quercus robur pe câmpii nisipoase, Mlaștini împădurite.
La baza desemnării sitului se află o specie protejată de  plante: Luronium natans.